# Качинське вище військове авіаційне училище льотчиків
Качинське вище військове авіаційне училище льотчиків (КВВАУЛ, КВВАОЛКУЛ; раніше ККВАШ) — одна з двох перших російських льотних шкіл і перша — повністю військова.

## Історія
Школа створена 21 листопада 1910 як Севастопольська офіцерська школа авіації. Перший випуск школи відбувся 26 жовтня 1911. В 1912 перебазована у власне авіамістечко на річці Кача, від якої після і отримала назву Качинської.
В 1922 Севастопольська авіашкола була об'єднана з 1-ю Московською школою військових льотчиків Червоного Повітряного Флоту (Зарайськ, Московська область), веде свою історію від ще однієї першої російської авіашколи — Гатчинської авіашколи, створеної в 1914 під Санкт-Петербургом на базі приватної Гатчинської авіашколи Щетиніна, відкритої в 1910.
В 1941 евакуйована в Красний Кут, згодом на основі залишеного в евакуації обладнання, літаків, техніків і пілотів було організовано Краснокутське льотне училище цивільної авіації.
В 1954 училище перебазоване в Сталінград. Навчальні польоти проводилися на аеродромах Бекетовка, Котельниково, Морозовськ, Леб'яже.
Училище розформоване відповідно до наказу Міністра оборони РФ № 397 від 6 листопада 1997 року, аеродром Бекетовка покинутий, аеродром і навчальний полк в місті Котельниково перепідпорядковані Краснодарському ВВАУЛ.
Під час святкування 100-річчя російської авіації та Качинського училища в листопаді 2010 року Міністр оборони РФ Анатолій Сердюков підписав наказ про перейменування Краснодарського вищого військового авіаційного училища льотчиків у Качинську філію ВУНЦ ВПС, проте на ділі Краснодарський ВАІ в Качинський перейменований не був.
Назви училища:
- 1910 — Севастопольська офіцерська школа авіації
- 1916 — Севастопольська Його Імператорської Високості Великого князя Олександра Михайловича військова авіаційна школа
- 1920 — Тренувальна школа авіації Південного фронту
- 1921 — Відділення льотної школи авіації № 1
- 1922 — Льотна школа авіації № 1
- 1923 — Перша військова школа льотчиків
- 1925 — Перша військова школа льотчиків ім. О. Ф. М'ясникова
- 1938 — Качинська Червонопрапорна військова авіаційна школа ім. А. Ф. Мясникова
- 1945 — Качинське Червонопрапорне військове авіаційне училище льотчиків ім. А. Ф. Мясникова
- 1959 — Качинське Червонопрапорне вище військове авіаційне училище льотчиків ім. А. Ф. Мясникова
- 1965 — Качинське вище військове авіаційне ордена Леніна Червонопрапорне училище льотчиків ім. А. Ф. Мясникова

## Люди
Викладачі:
- Галкін Павло Андрійович (нар. 1922) — Герой Радянського Союзу
- Смирнов Олександр Іванович (23.02.1920 — 31.07.2009) — Герой Російської Федерації
- Фастовець Авіард Гаврилович (1937—1991) — Заслужений льотчик-випробувач СРСР, Герой Радянського Союзу

За радянський період училище підготувало 16 574 льотчиків, серед яких було 352 Герої Радянського Союзу, 17 Героїв Російської Федерації, 119 заслужених військових льотчиків СРСР і Російської Федерації і заслужених льотчиків-випробувачів СРСР і Російської Федерації, 12 маршалів авіації і понад 200 генералів. Серед випускників:
- Абрамашвілі Микола Георгійович (1918—1942), Герой Російської Федерації, нагороджений потому 52 роки після загибелі.
- Амет-Хан Султан (1920—1971) — радянський заслужений льотчик-випробувач, двічі Герой Радянського Союзу
- Антілевскій Броніслав Романович (1916—1946) — Герой Радянського Союзу.
- Афанасьєв Віктор Михайлович (р. 1948) — радянський і російський льотчик-космонавт, Герой Радянського Союзу
- Бенделіані Чічіко Кайсарович (1913—1944) — радянський льотчик, Герой Радянського Союзу.
- Биковський Валерій Федорович (нар. 1934) — льотчик-космонавт СРСР, двічі Герой Радянського Союзу
- Бурим Володимир Пантелійович (1921—2007) — російський художник.
- Бухольц Бенедикт Леонович (1900—1933) — радянський льотчик-випробувач, кавалер Ордена Трудового Червоного Прапора
- Грибовський Владислав Костянтинович (1899—1977) — радянський військовий льотчик, планерист, конструктор планерів і літаків.
- Дмитрієв Ігор Михайлович (1929—2007) — Заслужений військовий льотчик СРСР.
- Єрьомін Борис Миколайович (1913—2005) — радянський льотчик, Герой Радянського Союзу.
- Єфремов Василь Сергійович (1915—1990) — радянський льотчик, двічі Герой Радянського Союзу.
- Іванов Леонід Георгійович (1950—1980) — радянський льотчик, космонавт-випробувач.
- Ісаєв Микола Васильович (1911—1988) — радянський льотчик, Герой Радянського Союзу.
- Котов Олег Валерійович (нар. 1965) — російський льотчик-космонавт, Герой Російської Федерації.
- Кравченко Григорій Пантелійович — генерал-лейтенант ВПС, Двічі Герой Радянського Союзу, по закінченні викладав тут же з 1932 по 1934 роки. Загинув 23.02.1943
- Ларіонов Борис Володимирович (1941—1993) — Заслужений льотчик-випробувач СРСР.
- Летючий Олександр Якович (1908—2002) — радянський льотчик, Герой Радянського Союзу.
- Лівенка Володимир Якович (1941—1978) — Радянський льотчик-інструктор 1 класу. Загинув при виконанні.
- Маковський Спартак Йосипович (1920—2000) — Герой Радянського Союзу
- Матюшко Ростислав Павлович (1934—2008) — український лікар-радіолог, доктор медичних наук, професор, лауреат Державної премії УРСР в галузі науки і техніки.
- Мікоян Степан Анастасович (нар. 1922) — радянський льотчик-випробувач, Герой Радянського Союзу.
- Нанейшвілі Володимир Варденович (1903—1978) — радянський льотчик, Герой Радянського Союзу.
- Осипенко Поліна Денисівна (1907—1939) — радянська льотчиця; одна з перших жінок, удостоєна звання Герой Радянського Союзу.
- Осканов Суламбек Сусаркуловіч (1943—1992) — радянський військовий лтчік, Герой Російської Федерації.
- Панов Дмитро Пантелійович (1910—1994) — радянський льотчик, письменник
- Петров Олександр Петрович (1952—2017) — радянський і російський льотчик-снайпер, льотчик-випробувач, Герой Російської Федерації
- Покришкін Олександр Іванович (1913—1985) — радянський льотчик-ас, тричі Герой Радянського Союзу.
- Пушкін Микола Петрович (1918—2007) — радянський льотчик, Герой Радянського Союзу.
- Сафонов Борис Феоктистович (1915—1942) — радянський льотчик, двічі Герой Радянського Союзу.
- Смушкевич Яків Володимирович (1902—1941) — радянський воєначальник, генерал-лейтенант авіації, двічі Герой Радянського Союзу.
- Солдатенков Андрій Миколайович (нар. 1954) — радянський і російський льотчик-випробувач, Герой Російської Федерації
- Сітковський Олександр Миколайович (1914—2000) — радянський льотчик, Герой Радянського Союзу.
- Сталін Василь Йосипович (1921—1962) — радянський військовий діяч, генерал-лейтенант авіації (1947). Син Йосипа Віссаріоновича Сталіна.
- Харламов Семен Ілліч (1921—1990) — радянський льотчик, Герой Радянського Союзу.
- Яшин Віктор Миколайович (1922—1952) — радянський льотчик, Герой Радянського Союзу.